# Лэйси, Кэтрин
Кэтрин Лэйси (англ. Catherine Lacey; род. 9 апреля 1985, Тьюпело, Миссисипи) — американская писательница.

## Биография
Кэтрин Лэйси Бут родилась в семье Сьюзен Тимс и Джорджа Бута, бизнесменов из Тьюпело. Изучала искусство в Университете Лойолы в Новом Орлеане и получила степень магистра по нелитературному письму в Колумбийском университете в Нью-Йорке. Сменила имя на Лэйси.
Первый роман Лэйси, «Nobody Is Ever Missing», был опубликован издательством Farrar, Straus and Giroux. Дуайт Гарнер в своём отзыве в The New York Times назвал её прозу «мечтательной и яростной одновременно». Time Out New York назвал её «лучшей книгой года». Она также вошла в список лучших книг 2014 года по версии The New Yorker. Роман был переведен на голландский, испанский, итальянский, французский, и немецкий языки. Роман стал финалистом премии Young Lions Fiction Award Нью-Йоркской публичной библиотеки. В 2016 году Лейси получила премию Whiting Awards.
В 2017 году Лэйси вошла в список лучших молодых американских романистов по версии журнала Granta. Ее второй роман, «The Answers», был опубликован издательством Farrar, Straus and Giroux. Роман получил положительные отзывы и сравнение с Доном Делилло и Маргарет Этвуд. В интервью Vogue Лэйси сказала: «Даже та, кто написала „Никто никогда не пропадает“, я больше не могу говорить от ее имени. Текст — это как бы то, что осталось от этого человека, а этого человека больше не существует. Мне от этого одновременно становится не по себе, и очень спокойно, потому что то, кто ты есть, и то, к чему, как ты думаешь, ты привязан, исчезает очень быстро».

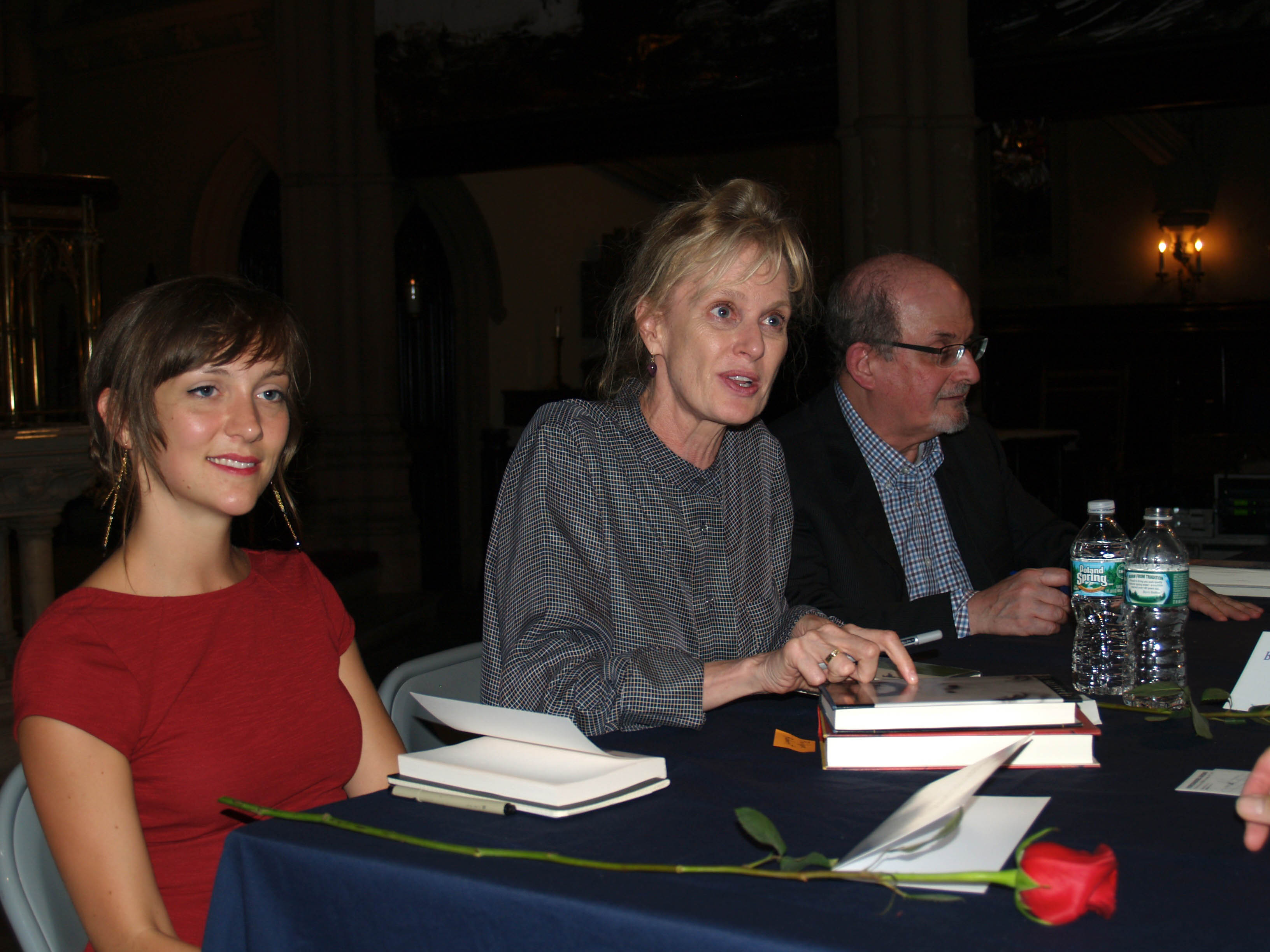
Слева направо: Лэйси, Сири Хастведт и Салман Рушди на Бруклинском книжном фестивале 2014 года.

Лейси была одним из основателей 3B, кооперативной ночлежки в центре Бруклина, где она жила во время написания своего первого романа. В 2012 году Лейси получила стипендию для художников от Нью-Йоркского фонда искусств, которая, по ее словам, дала ей финансовую свободу для завершения первого романа.
В 2020 году ее роман «Pew» был включён в шорт-лист премии Dylan Thomas Prize за 2021 год и получил премию Young Lions Fiction Award.
В 2023 году опубликовала свой четвёртый роман «Biography of X», вымышленную биографию. Журнал New Statesman назвал его книгой, которая «захватывающе ниспровергает условности жизнеописания».

### Личная жизнь
В августе 2015 года вышла замуж за актёра и преподавателя Питера Мусанте; в следующем году они развелись. С 2016 по 2021 год Лэйси состояла в партнерстве с писателем Джесси Боллом. Преподавала в Колумбийском университете на писательской программе в Школе искусств.

### Романы
- 2014 — Nobody Is Ever Missing
- 2017 — The Answers
- 2020 — Pew
- 2023 — Biography of X